# هيماتايت (ميزوري)
هيماتايت (بالإنجليزية: Hematite)‏ هي إحدى المجتمعات الفردية (غير مصنفة) في ولاية ميزوري في الولايات المتحدة الأمريكية.

## أعلام
- بيني ماير